# Wolfgang von Kempelen
Johann Wolfgang von Kempelen (en hongrois Kempelen Farkas, en  slovaque Ján Vlk Kempelen ; né le 23 janvier 1734 à Presbourg (Bratislava) et mort le 26 mars 1804 à  Vienne) est un écrivain et inventeur hongrois plus connu sous son nom allemand Wolfgang von Kempelen.

## Le Turc
Le baron von Kempelen était ingénieur à la Cour impériale de Vienne. Il fabriqua en 1769 le Turc mécanique, un automate célèbre qui avait l'apparence d'un Turc et actionnait les pièces d'un jeu d'échecs. On faisait croire aux spectateurs qu'un homme ne pouvait pas être caché sous le meuble.
Farkas Kempelen conçut aussi une « machine de synthèse vocale » mécanique.
Il est incarné par Zoltán Latinovits dans l'épisode Le Joueur d'échecs de la série télévisée, Les Évasions célèbres.

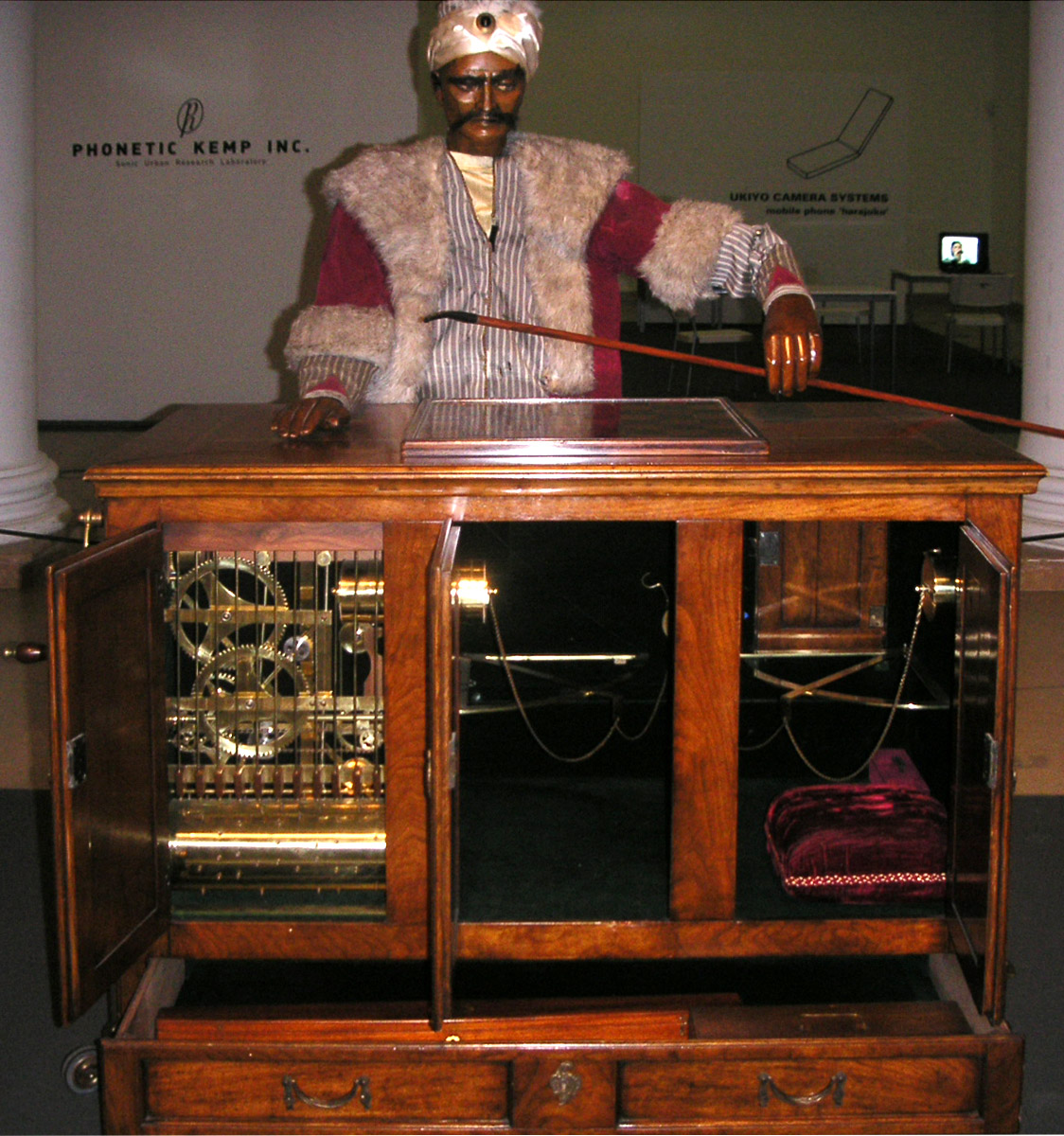
Reconstitution du joueur d'échecs
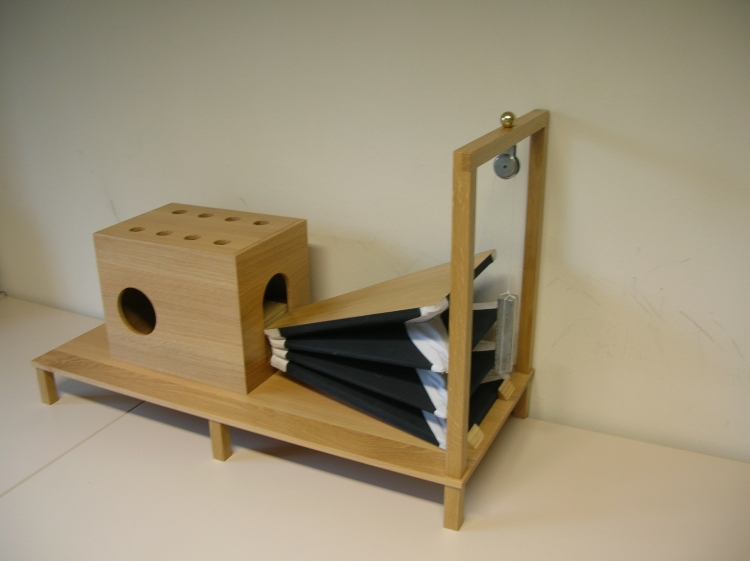
Reconstitution de la machine de synthèse vocale de Van Kempelen.

## Source
- Edgar Allan Poe, Von Kempelen et sa découverte (1849)